# Garcinia densivenia
Espèce
Garcinia densivenia est une espèce de plantes à fleurs de la famille des Clusiaceae et du genre Garcinia. C'est un arbuste ou un arbre endémique du Cameroun.

## Description
C'est un arbuste (ou arbre) de 4 à 15 m de haut avec des branches angulaires.

## Habitat
On le trouve en forêt riveraine, ripisylve, à 200 m. d'alt.

## Distribution
Endémique du Cameroun, relativement rare, l'espèce a été observée d'abord par Georg August Zenker dans le sud, près de Bipindi, en 1901 et 1903, puis par d'autres collecteurs dans la réserve de faune de Douala-Edéa (région du Littoral), également dans le sud-ouest, puis plus récemment (2004) à nouveau dans le sud, notamment sur l'île de Dipikar.